# Vegachí
Vegachí là một khu tự quản thuộc tỉnh Antioquia, Colombia. Thủ phủ của khu tự quản Vegachí đóng tại Vegachí Khu tự quản Vegachí có diện tích 512 ki lô mét vuông. Đến thời điểm ngày 28 tháng 5 năm 2005, khu tự quản Vegachí có dân số 12817 người.